# Srbi svi i svuda
Srbi svi i svuda (traduït al català: Serbis tots i pertot arreu) és un assaig del lingüista serbi Vuk Stefanović Karadžić, en què destaca les seves tesis que afirmen que tots els parlants del dialecte xtokavià (la base dialectal dels estàndards actuals serbi, croat, bosnià i montenegrí) són de nació sèrbia, malgrat les diferències de religió, tradició, i pertinença regional. L'assaig es va publicar l'any 1849 a Viena, com a part del llibre Kovčežić za istoriju, jezik i običaje Srba sva tri zakona (Cartera per a la història, llengua i tradicions dels serbis de totes tres confessions). Per això és considerat per alguns autors com la primera elaboració del panserbisme lingüístic i la idea d'una Gran Sèrbia.

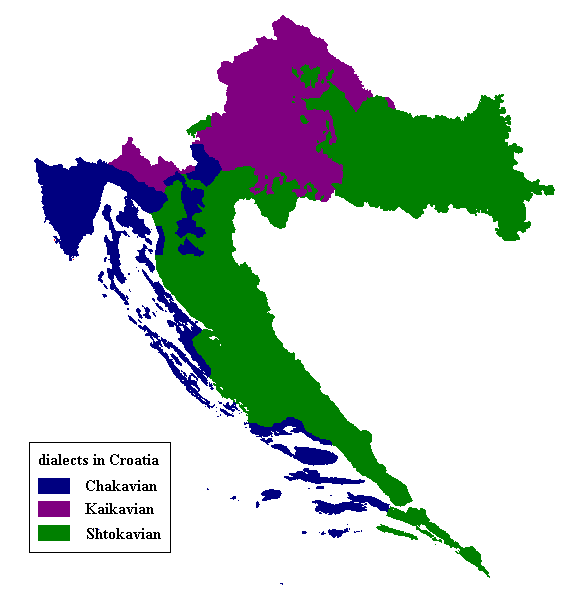
Àrees dialectals de Croàcia. Segons Karadžić, la zona verda (parlars xtokavians) seria de nació sèrbia, la púrpura (parlars kajkavians) de nació eslovena, i finalment la blava (parlars txakavians) de nació croata.

A l'assaig Karadžić explica que considera tots els serbòfons serbis de nació, i que amb la denominació llengua sèrbia s'hauria d'englobar tots els parlars xtokavians. Així conclou que hi ha serbis de tres confessions religioses, però que només els ortodoxos diuen ser serbis i que la resta „aquesta denominació no la volen acceptar“, que els serbòfons musulmans s'identificaven com a turcs i els catòlics amb denominacions regionals com ara eslavonià, bosnià o bosnià, dalmacià, ragusà, bunjevac o xokac.
Considerava que la llengua nacional de poble croat és el txakavià, és a dir els parlars croats més diferenciats del serbi i l'eslovè i que avui en dia es parlen sobretot a Istra i a les illes adriàtiques. A més a més, segons Karadžić, el dialecte kajkavià que es parla tradicionalment al nord-oest de Croàcia (Zagreb inclòs) i forma una unitat amb dialectes eslovens és una varietat de la llengua eslovena i, per tant, els seus parlants són eslovens de nació. Així divideix els catòlics eslaus del sud en tres nacions segons la classificació lingüística: eslovens a Eslovènia i Zagreb, croats a Istra i les illes adriàtiques i serbis a Sèrbia, Bòsnia, Montenegro i gran part de Croàcia.
| « | ..."tres milions són de confessió grega (ortodoxos), i dels 2 milions restants dos terços són de confessió turca (musulmans) i un terç de confessió romana... Tots els serbis, tant de confessió grega com de romana, reconeixen que són un sol poble. Només és difícil pels de confessió catòlica acceptar el nom de serbis, però s'hi aniran acostumant pel seu compte perquè si no volen ser serbis, no tenen cap nom nacional més." | » |

Karadžič va adoptar idees de destacats eslavistes europeus com Kopitar, Šafárik i Dobrovský, influenciat per la diversitat ètnica dins de l'Imperi Habsburg. El seu document es va escriure en defensa contra el creixent nacionalisme croat i els seus esforços per adquirir el llegat cultural de Dubrovnik, tot i que els serbis duien a terme un procés equivalent amb Dalmàcia.
Els escrits de Vuk sobre els serbis d'arreu van ser posteriorment qüestionats políticament i es van valorar com a esbiaixats i clarament nacionalistes. No obstant, molts lingüistes i etnòlegs posteriors creien que els serbis i els croats parlaven una llengua, sovint anomenada serbocroat, mentre que alguns macedonis la consideraven un dialecte serbi del sud.